# 関口宏の“歴史は繰り返す”
『関口宏の“歴史は繰り返す”』（せきぐちひろしの れきしはくりかえす）は、TBS系列で毎年正月に放送されていた教養番組である。
歴史の中に「デジャブ」を見出し、過去と現在の類似する現象を対比して、未来の動向を探る。

## 各回のテーマ
- 第1回（2003年元日）：「アメリカとローマ帝国」
- 第2回（2004年元日）：「独裁者たち」
- 第3回（2005年1月5日）：「日米同盟」
- 第4回（2006年1月4日）：「圧勝」
- 第5回（2007年1月4日）：「権力の世襲」(北朝鮮の選択)
- 第6回（2008年1月4日）：「偽・格差・ワイロまで歴史の酷似を再発見！」

## 出演
- 進行：関口宏
- コメンテーター：岸井成格（毎日新聞論説委員）

### ゲスト
- 第1回：東ちづる、森本哲郎、岸惠子
- 第2回：姜尚中、髙田万由子、フランソワーズ・モレシャン
- 第3回：江川紹子
- 第4回：姜尚中、大竹まこと
- 第5回：姜尚中、蓮池透
- 第6回：姜尚中、東国原英夫、大竹まこと、小池栄子